# Achensee
Achensee är en insjö i förbundslandet Tyrolen i Österrike. Den är belägen norr om Jenbach och är förbundslandets största insjö. Orterna Eben am Achensee, Achenkirch och Pertisau ligger vid dess strand. Achensee är belägen 929 m ö.h. vilket gör sjön till den högst belägna i Österrike. Insjön har båttrafik och ett stort vattenkraftverk. Sjön är ett tillflöde till Isar.
På grund av det klara vattner har sjön ett smaragdgrönt till ultramarinblått utseende. Vattentemperaturen når endast vid ett fåtal ställen upp till 22 °C. Sjön ligger i bergstrakten Karwendel som är ett naturskyddsområde. Achensee omnämns i böcker om jakt och fiske som utgavs av kejsare Maximilian. Han och ärkehertig Ferdinand II hade praktfulla fartyg. Sedan 1887 trafikeras sjön av ångbåtar. Sjöns vatten brukas sedan 1927 i ett vattenkraftverk.